# Rue Cloche-Perce
Rue Cloche-Perce je ulice v Paříži v historické čtvrti Marais. Nachází se ve 4. obvodu.

## Poloha
Ulice vede od křižovatky s Rue François-Miron a končí na křižovatce s Rue du Roi-de-Sicile. Ulici rozděluje na dvě části Rue de Rivoli.

## Historie
V roce 1250 byla ulice již obklopena domy. V daňových registrech z let 1300–1313 se uvádí pod názvem Rue Renault-le-Fevre po některém místním řemeslníkovi. Ulice je citována v Le Dit des rues de Paris. V roce 1660 byla ulice přejmenována na Rue de la Grosse-Margot (u tlusté Markéty) podle vývěsního štítu kabaretu, který se zde nacházel. V roce 1693 je již zmiňována pod názvem Rue de la Cloche-Percée, tj. u zvonku v perské modři podle domovního znamení.
Ministerské rozhodnutí ze dne 3. března 1799 stanovilo šířku ulice na 6 metrů. Tato šířka byla na základě královského nařízení z 12. července 1837 zvýšena na 10 metrů. V roce 1854 při vzniku Rue de Rivoli byla ulice rozdělena na dvě části.

## Zajímavé objekty
- dům č. 14: žila zde Voltairova neteř Marie-Louise Mignot
- dům č. 16: pochází z 18. století
- Na křižovatce s Rue François-Miron se nacházejí dva hrázděné domy